# Cryptorhopalum maculatum
Cryptorhopalum maculatum là một loài bọ cánh cứng trong họ Dermestidae. Loài này được Fabricius miêu tả khoa học năm 1798.